# Ranibizumabe
O ranibizumabe, também conhecido pelo nome comercial Lucentis, é um anticorpo monoclonal humanizado inibidor de angiogênese, cujo mecanismo é bloquear o fator de crescimento endotelial vascular (VEGF). Ele é usado para tratar lesão da retina (parte de trás do olho sensível a luz) causada pelo vazamento e crescimento anormal dos vasos sanguíneos em doenças como a forma úmida da degeneração macular relacionada à idade (DMRI) ou miopia patológica (MP). É utilizado também para tratar o edema macular diabético (EMD) e o bloqueio das veias da retina (OVR). Essas doenças podem causar a diminuição da visão. Além do ranibizumabe, existem 2 outros anticorpos com o mesmo alvo de ação, todos de administração intravítrea e indicação terapêutica aprovada pela ANVISA: o pegaptanibe e o bevacizumabe . É um antiangiogënico aprovado para o tratamento do tipo "húmido" da Degeneração Macular Relacionada à Idade (DMRI), uma forma comum de perda de visão relacionada com a idade.
A sua eficácia é semelhante ao do bevacizumabe. Seus índices de efeitos colaterais também parecem similar. No entanto, ranibizumab normalmente custa R$ 4.000 de uma dose, enquanto que a dose equivalente de bevacizumab normalmente custa a partir de R$1600.

## Usos médicos
Ranibizumabe, que é uma parte de um anticorpo - anticorpos são proteínas que reconhecem e ligam-se especificamente a outras proteínas únicas do corpo. O ranibizumabe liga-se seletivamente a uma proteína chamada fator de crescimento endotelial vascular humano A (VEGF-A), que está presente na retina (parte de trás do olho sensível à luz). O ranibizumabe reduz ambos, o crescimento e o vazamento de novos vasos no olho, processos anormais que contribuem para a progressão da forma úmida da degeneração macular relacionada à idade (DMRI), miopia patológica (MP, um tipo de miopia grave e progressiva) e o desenvolvimento de edema macular (inchaço) devido à diabetes (edema macular diabético, EMD) ou oclusão de veia retinal (OVR).
Ranibizumabe é administrado poroftalmologistas (médico dos olhos) como uma injeção no olho sob anestésico local. Cada frasco de Lucentis contém 2,3 mg de ranibizumabe em solução de 0,23 ml, correspondendo a concentração de 10 mg/ml solução. Ranibizumabe deve ser aplicado em hospitais, clínicas oftalmológicas especializadas ou salas de cirurgia ambulatoriais com o adequado acompanhamento do paciente, sendo que a aplicação do medicamento fica restrita somente a profissionais habilitados. Ranibizumabe é administrado como uma injeção dentro do olho. Antes da injeção, será colocado um colírio tópico para anestesia. Um agente tópico que pode matar os germes no olho e na pele ao redor do olho antes da injeção também deve ser aplicado. Ranibizumabe é injetado no seu olho como aplicação única. A dose usual é de 0,05 mL (mililitros) (que contém 0,5 mg de princípio ativo). O intervalo entre duas doses injetadas no mesmo olho não deve ser menor do que um mês. O tratamento é iniciado com uma injeção de Ranibizumabe por mês. O seu médico irá monitorar as condições do olho - dependendo da resposta ao tratamento, o médico irá decidir se é necessário receber a próxima injeção.

## Bevacizumabeversusranibizumabe
Em geral, a diferença entre o tratamento utilizando bevacizumabe ou ranibizumabe é considerado clinicamente insignificante por alguns oftalmologistas. Entretanto, o até o momento não existe aprovação de órgãos nacionais ou internacionais para uso de bevacizumabe em doenças oculares. Sendo assim, o bevacizumabe é utilizado off label nacional e internacionalmente no meio oftalmológico para o tratamento da DMRI e outras doenças oculares como retinopatia diabética e oclusões venosas. A empresa fabricante do bevacizumabe, Hoffmann–La Roche, cujas ações pertencem 33% a Novartis, não apresentou esforços para buscar uma autorização da droga para o tratamento da DMRI. Através da iniciativa de diversos oftalmologistas ao redor do mundo, a comparação eficácia do ranibizumabe contra bevacizumabe foi realizada. Como resultado, as pesquisas chegaram à conclusão de que o caro ranibizumabe e o bevacizumabe são igualmente eficazes para DMRI.
No Brasil, a Comissão Nacional de Incorporação de Tecnologias (CONITEC) disse que os antiangiogênicos bevacizumabe e ranibizumabe apresentaram-se como agentes de eficácia semelhante no tratamento do edema macular diabético. Apesar dos resultados indicarem eficácia semelhante para o bevacizumabe e o ranibizumabe, o bevacizumabe é recomendável para o tratamento do edema macular diabético por causa do custo-beneficio: de acordo com o CONITEC, estima-se que a incorporação dessas tecnologias resultará em um impacto orçamentário em 3 anos de R$ 143 milhões para uso de bevacizumabe e R$ 12,4 bilhões quando se usa ranibizumabe.

## Repercussão internacional
Em 3 de novembro de 2010, The New York Times relatou que Genentech ofereceu descontos secretos a cerca de 300 oftalmologistas em um incentivo claro para usar mais ranibizumabe ao invés do equivalente mais barato bevacizumabe. Em 2008, o bevacizumabe custou ao Medicare apenas US $ 20 milhões para cerca de 480.000 injeções, enquanto o custo do ranibizumabe ao Medicare foi $ 537 milhões para apenas 337.000 injeções.
Em 14 de Fevereiro de 2013, a Autoridade Italiana de Concorrência e de Mercado (AGCM) anunciou uma investigação para determinar se Roche, Genentech e Novartis haviam formado um cartel para dificultar a comercialização de um remédio bevacizumabe (Avastin, comercializado pela Roche) em favor de outro muito mais caro, o ranibizumabe (Lucentis, comercializado pela Novartis). Em 5 de Março de 2014, a AGCM emitiu um veredicto que alega que a Roche e Novartis conspiraram para diferenciar artificialmente Avastin e Lucentis a fim de promover as vendas de Lucentis em Itália. A AGCM multado Roche 90,5 milhões de euros e Novartis EUR 92 milhões. Em julho 2014 Roche pagou a multa 90,5 milhões de euros sob protesto para evitar multas adicionais e registrou uma despesa no âmbito geral e administração.